# Przerąb (gmina)
Przerąb – dawna gmina wiejska istniejąca do 1954 roku w woj. łódzkim. Siedzibą władz gminy był Przerąb.
W okresie międzywojennym gmina Przerąb należała do powiatu radomszczańskiego w woj. łódzkim. Po wojnie gmina zachowała przynależność administracyjną. Według stanu z dnia 1 lipca 1952 roku gmina składała się z 18 gromad: Borki, Gembartówka, Granice, Huta Przerębska, Klizin, Kotków, Krosno, Krzemieniewice, Krzemieniewice kol., Lipowczyce, Marianek, Przerąb, Rzejowice, Rzejowice-Dąbrowa, Tworowice, Wola Kotkowska, Wola Przerębska i Żencin.
Jednostka została zniesiona 29 września 1954 roku wraz z reformą wprowadzającą gromady w miejsce gmin. Po reaktywowaniu gmin z dniem 1 stycznia 1973 roku gminy Przerąb nie przywrócono, a jej dawny obszar wszedł głównie w skład gmin Masłowice, Kodrąb i Gorzkowice.